# Helictotrichon scabrivalve
Helictotrichon scabrivalve är en gräsart som först beskrevs av Carl Bernhard von Trinius, och fick sitt nu gällande namn av Gordon C. Tucker. Helictotrichon scabrivalve ingår i släktet Helictotrichon och familjen gräs. Inga underarter finns listade i Catalogue of Life.